# Segelfluggelände Der Ring in Schwalmstadt

i7
i11
i13
Das Segelfluggelände Der Ring in Schwalmstadt liegt direkt am südöstlichen Ortsrand von Schwalmstadt-Ziegenhain im Schwalm-Eder-Kreis (Hessen). Es ist eines der flächenmäßig größten Segelfluggelände in Hessen und besitzt vier verschiedene Startrichtungen mit jeweils zwei Start- und zwei Landebahnen.

## Platzdaten
Auf dem Ring findet hauptsächlich Windenbetrieb mit Segelflugzeugen statt. Es wird aber auch Flugzeugschlepp, Motorseglerbetrieb und in geringem Maße Ultraleichtflugzeugbetrieb durchgeführt. Die Bahnen sind sehr großzügig angelegt, so dass auf zwei Bahnen parallel Windenbetrieb stattfinden kann. Eine weitere Besonderheit ist ein festgelegter Kunstflugraum (Box), der bei Bedarf für Segelkunstflug angemeldet werden kann.
- Platzfrequenz 128.860 MHz, „Schwalmstadt Radio“
- zugelassen für Segelflugzeuge, Motorsegler, Ultraleichtflugzeuge und Motorflugzeuge bis 2000 kg zum Zwecke des Flugzeugschlepps.

## Vereine
Auf dem Segelfluggelände wird von zwei Vereinen Flugbetrieb durchgeführt, der Flugsportvereinigung Schwalm e. V. und der Akademischen Fliegergruppe der Johann-Wolfgang-Goethe Universität Frankfurt.
Auf dem Platz sind etwa 15 Segelflugzeuge, ein Motorsegler und ein Ultraleichtflugzeug stationiert; dazu kommen je nach Saison weitere Flugzeuge.

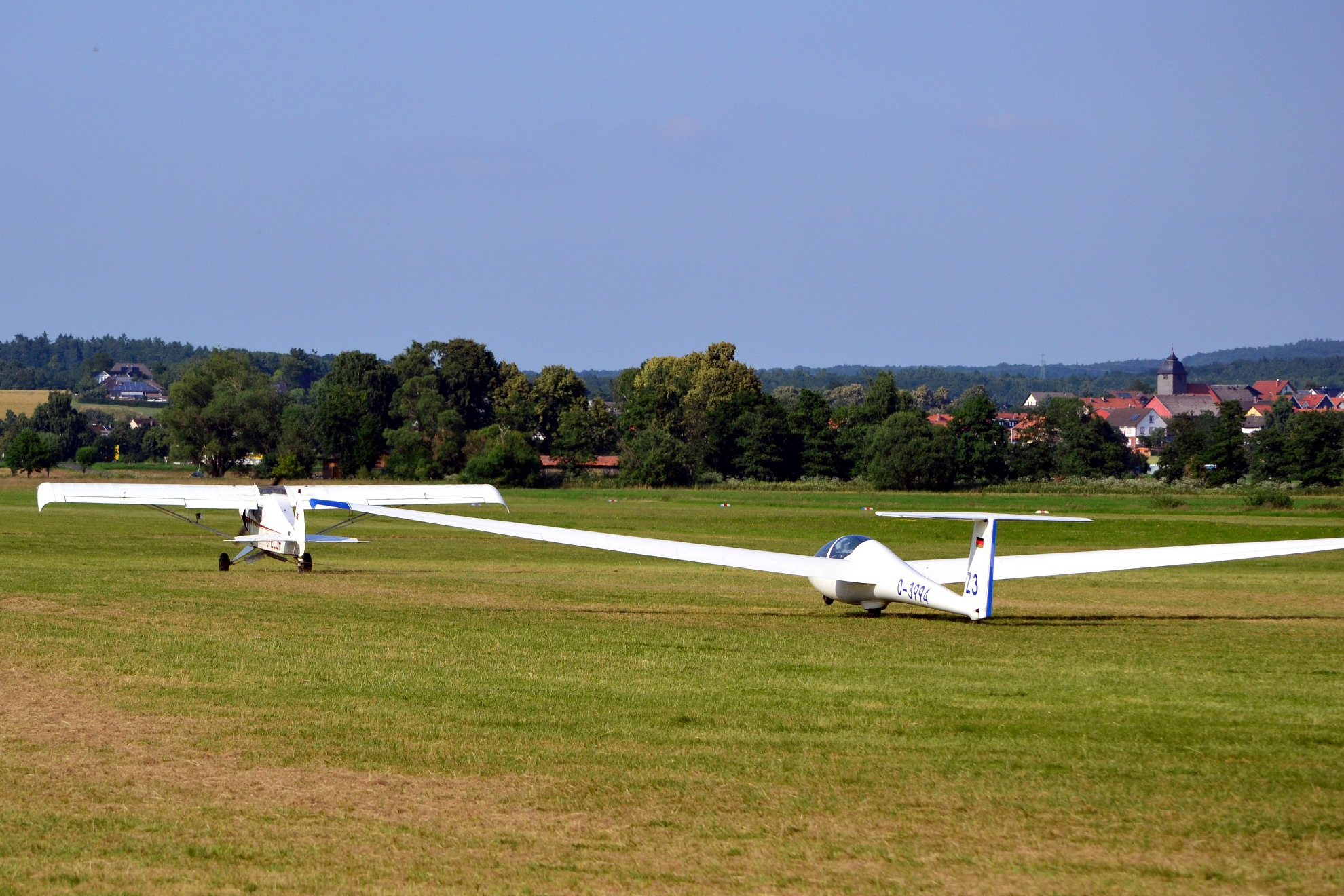
Flugzeugschlepp
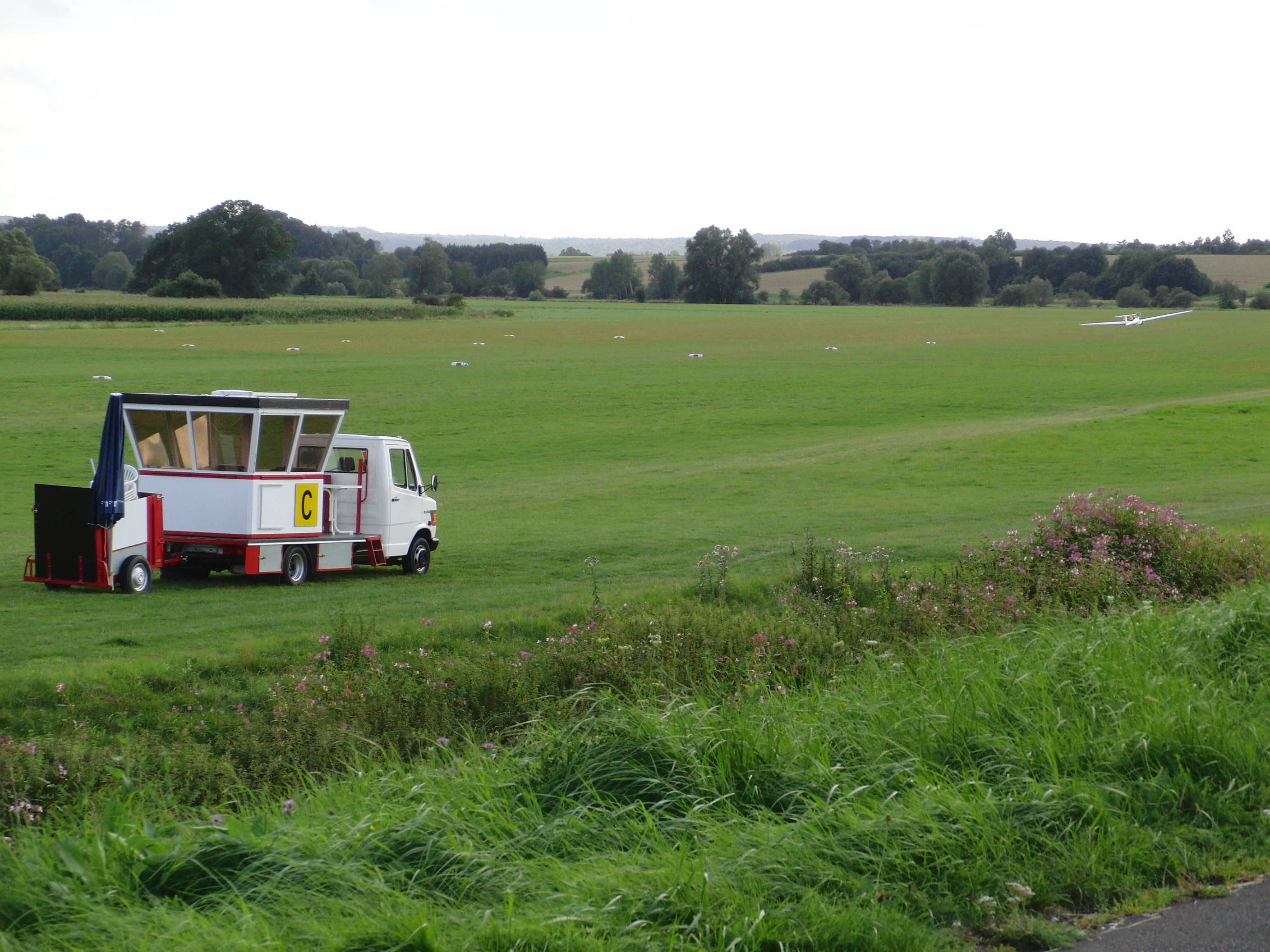
Mobiler Tower